# 亞洲經濟
亞洲經濟指由居住在亞洲的46個國家，超過40億的人口（世界人口的60%）所組成的經濟體。除此之外，有6個國家部分領土位於亞洲，但在政治上或經濟上被認為屬於其他地區。

## 较为发达的經濟體
- 韩国为亚洲四小龙之一，为高度发达国家，2020年人均GDP为三万美元左右，产业以半导体销售额居世界第1位，钢产量居世界第6位。造船、汽车、电子、钢铁、纺织等产业产量均进入世界前10名。

- 新加坡为亚洲四小龙之一，同時也是東南亞唯一的已開發國家，人均GDP排名全球前列，区位优势明显，经济高度依赖中美、日、欧和印尼、马来西亚等周边市场，金融業外贸总额是GDP的四倍。制造业产品主要包括电子、化学与化工、生物医药、精密机械、石油产品、炼油等产品，是仅次于美国休士頓和荷兰鹿特丹的世界第三大炼油中心。[3]

- 日本的经济总量为世界第三位，为亚洲第一个高度发达国家，政府对外援助金额为世界第五位，外汇储备达1.2万亿美元，拥有约3.19万亿美元海外资产，是世界第二大债权国。专属经济区面积约相当于国土的近12倍，拥有全球最大渔场北海道渔场，渔业资源丰富，汽车业产值居世界第一有诸多高端机械和半导体科技专利权，同时是全球动画业产值第一和游戏业产值第三[4]。

- 香港为亚洲四小龙之一，为高度发达经济体，高收入经济体，是世界贸易组织(WTO)的创始会员以及亚太经济合作组织(APEC)的早期成员。香港在国际排名方面，于2019年，香港连续第25年被评为全球最自由经济体系，凭着「一个没有贸易障碍的免税港、政府在经济方面干预很少（实行积极不干预政策）、极低通胀、资金流动及对外投资障碍极少、金融与银行业限制极少、薪酬与价格干预很少、产权观念牢固、维持低程度的规管以及非常规市场活动很少」等的特点，在全球经济自由度指数中排名第一。在世界经济论坛发布的《全球竞争力报告2017-2018》中，香港排名全球第五，连续七年跻身全球十大最具竞争力的经济体行列。

- 中華民國(台灣)为亚洲四小龙之一，为高度发达国家，在上世纪60年代开始享有了高速的经济成长，1980年代后高科技产业转型，电子业及其应用在全球具领导地位，同时医疗科技，生技应用等产业亦先进，2020年人均GDP约为28,000美元左右，外汇储备世界第五名(2021年)。

- 中国大陆的经济实力为世界第二位，2019年GDP超过15.09万亿美元，人均GDP一万多美元，外汇储备世界第一，中產階級人數和汽車保有量世界第一，高铁和高速公路總長度世界第一，储蓄率世界第一，奢侈品消费约占世界33%，大学（专本科）入学率80%，2019届预计培养硕士研究生预计突破100万人，2020年年末，中华人民共和国的800余个贫困县全部脱贫即每人每天超过1.9美元（联合国标准）已于2021年全面建成小康社会，自蘇聯解體後目前是亞洲唯一有能力独立自主建造航空母艦和太空站、第五代戰機的國家。擁有世界最龐大及较完整的工業製造規模，2015年中國鋼鐵產量占全球約一半[5]後提出「中國製造2025」計畫向高端半導體和軟體製造領域發展。中华人民共和国的东部，中部，和部分西部地区已经初步建立起发达地区（长三角人均GDP1.3万美元，珠三角人均GDP1.95万美元），西北部（陕西，甘肃，新疆等），西南部（云南，贵州，西藏）仍为发展中地区，目前中华人民共和国仍然为发展中国家，有望在本世纪中期成为中等发达国家。

- 马来西亚从1987年起经济连10年保持8％以上的高速增长。1991年时任马来西亚首相马哈迪·莫哈末提出“2020年宏愿”的跨世纪发展战略，旨在于2020年将马来西亚建成发达国家。目前的马来西亚为中等收入国家，重视发展高科技，启动了“多媒体超级走廊”、“生物谷”等项目。橡胶、棕油和胡椒的产量和出口量居世界前列。

- 俄罗斯在苏联解体后经济有过低迷期，但依然继承了大量前苏联科技实力和庞大天然资源，有世界最多的核武和第二多的核潜艇，世界第二的军火工业出口总值，并有核电厂技术出口能力。能源上是世界第一大天然气出口国和第二大原油出口国。[6]

- 以色列为中东唯一的发达国家，与周边国家基本没有贸易往来，外贸高度依赖美国。主要发展能耗少、资金和技术密集型产业，注重对科技研发的投入。工业部门门类集中在高新技术产业及宝石加工行业，在电子技术、计算机软件、医疗设备、生物技术、信息和通讯技术、钻石切割打磨等领域达到世界尖端水平。小麦接近自给，水果、蔬菜生产自给有余并大量出口。[7]

## 未開發國家
- 据世界银行报告显示，阿富汗可以享受自来水供应的城市居民不到20％，是世界上自来水最不普及的国家。基本医疗只能覆盖40％的人口，严重缺少医疗人员，尤其是女性医护人员。阿富汗女性享受基本医疗的比率很低，很多女性病人因为男性医生不能近距离给她们诊断而悲惨地死去。
- 世界银行的一份报告称也门的1850万人已成为世界最穷的人。也门生活在贫困线以下的人口为48%，其中54%的贫困人口在农村，31%在城市（而也门75%的国民生活在农村）。尽管世行多项计划的实施，根据460美元的平均收入标准，也门18%的人口营养不足，年龄在5岁以下的46%儿童营养不良。目前90%的也门人口受到缺水问题困扰，尤其是在农村地区，儿童和妇女通常要走很远的路打水。[8]
- 亚洲开发银行估计，缅甸全国仅有1/4的人口能够用上电力。亚行提供的数据还显示，缅甸在运输效率以及基础设施质量上的得分在全球155个国家中名列第129位，在东盟国家中也处于末尾。通讯设施的缺乏更是缅甸面临的巨大问题之一，缅甸国内通话的质量很差，经常会出现无法接通的情况，国际通信不仅收费昂贵（一分钟要两美元左右），而且通常都无法接通。由于电信行业发展的滞后，目前在缅甸购买一张手机SIM卡的价格大约在15万缅币（大约200美元），相当于许多缅甸市民一个月的收入。
- 柬埔寨被称为“世界上最贫穷的旅游胜地”，柬埔寨人平均每月的收入只有20美元。首都金边情况稍好，有些人可以挣到100美元以上，不过在暹粒的洞里萨湖上生活的渔民，每天可以挣到1美元已属幸运。柬埔寨一半的儿童营养不良，1/8的儿童不到5岁就死亡，还在生存线上挣扎的儿童的教育权利无法得到保障。
- 东帝汶超过40%的居民每日生活费不足2美元。全国有4家医院，县一级设有卫生中心，仅能向60%人口提供医疗卫生服务。近50％的儿童营养不良，半数以上人口无饮用水，预期寿命62.5岁。
- 孟加拉国独立之初曾因人口极为稠密而工业十分匮乏而被亨利·基辛格时期的一位美国国务院官员称为“国际残障者”。但孟加拉国的减贫速度在最不发达国家中仍属前列，独立几十年来的人均收入已经翻了近一番，人均寿命由44岁提高到62岁，新生婴儿死亡率（每1000名婴儿在出生的第一天死亡的人数）从1972年的145降低到了2002年的48。

## 相關
- 亞洲國家GDP列表
- 亞投行
- 亞洲開發銀行
- 亚洲经济危机
- 東協